# Poručík Hubert Gruber
Poručík Hubert Gruber, obecně známý pouze jako poručík Gruber, je fiktivní postava z britského sitcomu Haló, haló! ztvárněná hercem Guy Sinerem. Gruber je Oberleutnant (nadporučík) obrněné divize Wehrmachtu. Má ve správě obrněný transportér, patrně Leichter Panzerspähwagen ve verzi SdKfz. 222, obecně nazývaný 'Tančík'. V seriálu jej řídí Clarence, ve skutečnosti řídil stroj jeho majitel.
Gruber pochází z Baden-Badenu. V mládí studoval uměleckou školu, ale byl z ní vyhnán. Před válkou pracoval jako aranžér výloh a jako asistent v galerii. Díky uměleckému talentu se později stal užitečným, když mu plukovník Von Strohm nařídil vytvořit kopie obrazu Padlé Madonny (s velkými balónky) od Von Klompa.
Gruber nikdy nepřiznal svou sexualitu; jeho chování, manýry a charakterové rysy však vykazují množství stereotypů typických pro gaye, který poměrně neskrytě touží po Reném. Velmi často Reného také nachází v choulostivých situacích. Nicméně se v poslední epizodě dozvídáme, že si Gruber po válce vzal Helgu, měl s ní šest dětí, stal se bohatým obchodníkem s uměním a zaměstnal jako řidiče svého bývalého nadřízeného plukovníka Von Strohma. Později bylo potvrzeno, že byl Gruber vždy míněn jako homosexuál.
Gruber je pobočníkem generála Von Klinkerhoffena a žije v místním zámku. Příležitostně také působí jako velitel popravčí čety, což ho příliš netěší, neboť kvůli tomu „začíná být nepopulární“. Později, po zmizení kapitána Geeringa ve 3. řadě, se rovněž stane neoficiálním asistentem plukovníka Von Strohma.